# Blanche (película)
Blanche es una película francesa de aventura y comedia de 2002, dirigida por Bernie Bonvoisin, que a su vez la escribió junto a Guillaume Nicloux, en la fotografía estuvo Bernard Cavalié y los protagonistas son Lou Doillon, Roschdy Zem y Antoine de Caunes, entre otros. El filme fue realizado por Les Films de la Suane, EuropaCorp y TF1 Films Production; se estrenó el 18 de septiembre de 2002.

## Sinopsis
Corre el siglo XVII en Francia, el batallón de la muerte del prelado Mazarino le quita la vida a los padres de la joven Blanche. Pasa el tiempo y se transforma en una ladrona, sustrae una sustancia conocida como polvo del diablo y una carta cifrada de Mazarino.